# Sorbus scopulina
Espèce
Classification APG III (2009)
 Sorbus scopulina est une espèce de plantes à fleurs de la famille des Rosaceae. C'est un arbre relativement petit (hauteur : 10 m), à feuilles caduques, originaire du nord-ouest de l'Amérique du Nord.